# Tramadol/paracetamol
El tramadol/paracetamol, també conegut com tramadol/acetaminofè i venut amb la marca Ultracet, o Zaldiar, és un medicament combinat de dosi fixa que s'utilitza per al tractament del dolor moderat a intens. Conté clorhidrat de tramadol i paracetamol. Es pren per via oral.

## Mecanisme d'acció
El mecanisme d'acció del fàrmac, en la part del tramadol, encara no és ben conegut. El que se sap és que la substància tramadol es pot unir al receptor µ-opioide, actuant com agonista d'aquest receptor. També sembla inhibir la recaptació neuronal de noradrenalina i serotonina. Aquests dos mecanismes d'acció serien llavors els responsables de promoure l'efecte de l'analgèsia.
A nivell del paracetamol també és desconeix el mecanisme exacte de l'acció encara que se sap que actua a nivell central. Es creu que el paracetamol augmenta el llindar al dolor inhibint les ciclooxigenases en el sistema nerviós central, enzims que participen en la síntesi de les prostaglandines. El paracetamol també sembla inhibir la síntesi i/o els efectes de diversos mitjancers químics que sensibilitzen els receptors del dolor als estímuls mecànics o químics.

## Interaccions amb fàrmacs
S'ha d'evitar l'administració concomitant amb altres fàrmacs que també inhibeixen la recaptació de noradrenalina i serotonina (com en el cas dels antidepressius tricíclics i ISRS) a causa de l'augment del risc de convulsions i l'aparició de la síndrome serotoninèrgica. No s'ha d'administrar amb inhibidors de la MAO.
El clorhidrat de tramadol pot reduir o potenciar el seu efecte analgèsic, així com modificar la seva durada d'acció, per la via d'administració utilitzada o fins i tot quan es consumeix juntament amb altres substàncies, com ara:
- Carbamazepina (anticonvulsant);
- Ondansetrón (antiemètic)
- Alcohol[6]

Substàncies amb acció depressiva sobre el SNC, com les benzodiazepines (per exemple, diazepam, clonazepam, lorazepam, etc.), analgèsics opiacis (morfina ; codeïna) i l'alcohol poden tenir els seus efectes potenciats pel tramadol.